# Miconia mirabilis
Miconia mirabilis, camasey, cuatro canales,   es una especie de planta con flor en la familia de las Melastomataceae. 

## Descripción
Son árboles que alcanzan un tamaño de 4–10 m de alto; ramitas, envés de las hojas, bractéolas e inflorescencias moderada a densamente estrellado-pubescentes, ferrugíneos. Hojas elípticas a ovado-oblongas, 10–18 cm de largo y5–10 cm de ancho, ápice gradualmente acuminado, base ampliamente aguda a redondeada, margen entero, haz glabra, 5-nervias. Panícula 8–15 cm de largo, flores mayormente 5-meras, pedicelos 2–6 mm de largo, cada uno abrazado por un par de bractéolas foliáceas, elíptico-obovadas, 5–8 (–11) mm de largo, caducas; hipantos glabros; cáliz 1–1.7 mm de largo desde el toro, los lobos redondeados, glabros, apenas eroso-ciliolados; pétalos angostamente obovado-oblongos, 7–10 mm de largo y 2–3.5 mm de ancho, glabros; anteras algo anisomorfas, linear-subuladas, 7–9 mm de largo, el poro inclinado ventralmente, conectivo engrosado dorsalmente y dilatado ventribasalmente en un apéndice bífido, incurvado, 0.5 mm de largo; ovario 3 (–5)-locular, esencialmente 1/10 ínfero, ápice puberulento-estrellado. El fruto es una baya de 5–7 mm de diámetro; semillas piramidales, 1–1.5 mm de largo, anguladas y lisas o irregularmente foveolado-reticuladas.

## Distribución y hábitat
Es endémica de México, las Antillas, y Sudamérica. Es un árbol de no más de 9 m de altura, ramoso, corteza pálida marrón, nervaduras anaranjadas, de bosques. Los ambientes donde crece esta especie están sujetos a tala e incendios intencionales, por lo que tiene amenaza de pérdida de hábitat. En cultivo rara vez supera los 3 m .

## Taxonomía
Miconia mirabilis fue descrita por (Aubl.) L.O.Williams y publicado en Fieldiana, Botany 29(10): 574. 1963.
Etimología
Miconia: nombre genérico que fue otorgado en honor del botánico catalán Francisco Micó.
mirabilis: epíteto latíno que significa "extraordinaria"
Sinonimia
- Chitonia fothergilla D. Don
- Diplochita florida DC.
- Diplochita fothergilla DC.
- Fothergilla mirabilis Aubl.
- Miconia florida (DC.) Naudin
- Miconia fothergilla Naudin
- Miconia guianensis (Aubl.) Cogn.
- Tamonea guianensis Aubl.[5]